# فاير أو إس
فاير أو إس (بالإنجليزية: FireOS)‏ هو نظام تشغيل للهواتف الذكية مبني على أندرويد من تطوير شركة أمازون.

## وصلات خارجية
- الموقع الرسمي

لم يتم العثور على روابط لمواقع التواصل الاجتماعي.